# (9882) Stallman
(9882) Stallman (1994 SS9) – planetoida z pasa głównego asteroid okrążająca Słońce w ciągu 3,7 lat w średniej odległości 2,39 j.a. Odkryta 28 września 1994 roku.
Nazwa została nadana na cześć informatyka, twórcy projektu GNU, Richarda Stallmana.